# Tisa Żawrocka-Kwiatkowska
Tisa Joanna Żawrocka-Kwiatkowska (ur. 8 lutego 1970) – założycielka i prezeska Fundacji Gajusz, odznaczona Orderem Uśmiechu, Odznaką Honorową za Zasługi dla Ochrony Praw Dziecka i Złotym Krzyżem Zasługi.

## Życiorys
Żawrocka-Kwiatkowska z wykształcenia jest magistrem kulturoznawstwa na Uniwersytecie Łódzkim. W 1998 założyła w Łodzi Fundację Gajusz, zajmującą się opieką paliatywną dla dzieci nieuleczalnie chorych. Do jej założenia miał przyczynić się zły tan zdrowia syna – Gajusza. Żawrocka-Kwiatkowska obiecała sobie założyć fundację zajmującą się chorymi dziećmi, jeśli jej dziecko wyzdrowieje. W 2006 była współzałożycielką wraz z Jolantą Bobińską, Fundacji „Dom w Łodzi”. Prowadzi także Interwencyjny Ośrodek Preadopcyjny „Tuli Luli” (od 2016) oraz centrum Terapii i Pomocy Dziecku i Jego Rodzinie „Cukinia”. Prowadzona przez nią fundacja o rocznym budżecie ok. 11 mln zł zatrudnia 160 osób i ma około 400 wolontariuszy. Ponadto należy do Rady Fundacji „Moje drzewko pomarańczowe” oraz jest prezesem fundacji „Po Moc”.

### Życie prywatne
Ma czworo dzieci – córkę i trzech synów.

## Odznaczenia i nagrody
- Order Uśmiechu (2007)[11][5],
- Orzeł tygodnika „Wprost” oraz tytuł „Ambasadora regionu” (2016)[12],
- Odznaka Honorowa za Zasługi dla Ochrony Praw Dziecka (2019)[5][13],
- Złoty Krzyż Zasługi (2021)[14],
- Medal 600-lecia Łodzi (2023)[15].